# BBC Radio 2
BBC Radio 2, és un servei radiofònic nacional de la BBC, de temàtica generalista. És la ràdio amb més oients del Regne Unit amb una audiència estimada en 12,6 milions d'oients cada setmana.
Els programes de l'emissora es transmeten per una xarxa de transmissors de FM de més de 250 kW, el més fort senyal de FM a la Unió Europea. És possible escoltar els seus programes via Internet arreu del món.
Els seus programes més destacats són:
| - The Blagger's guide. Amb David Quantick. Humor. - Bob Harris Country. Amb Bob Harris. Música country. - Bob Harris Classics. Amb Bob Harris. Música clàssica. - Don't start me talking. Història de la música pop. - Elaine Paige. Música de bandes sonores i de musicals. - Jeremy Vine. Exploració dels temes del dia a l'hora de dinar. - Jonathan Ross - Música, xerrada i humor. | - Ken Bruce. Programa de música, tots els matins de la setmana. - Mark Lamarr. Música dels darrers setanta anys. - Mark Lamarr's Alternative Sixties. Música de dels anys 1960. - Pete Mitchell. Música i entrevistes. - Sarah Kennedy. Notícies i música cada dia. - Steve Wright in the afternoon. Música, entrevistes i humor. - Your Hundred Best Tunes. Una hora de música escollida pels oients, cada setmana. |

## Especialistes en programes

### Dilluns
- Paul Jones: Blues
- Clare Teal, Big Band Special: Jazz
- Jools Holland: Jazz

#### Dimarts
- Desmond Carrington: The Music Goes Round
- Nigel Ogden: The organistes Entertains (Música d'orgue Hammond.)

#### Dimecres
- Mike Harding: Música folk
- Trevor Nelson: Soul

#### Dijous
- Bob Harris: Country

#### Divendres
- Friday Night is Music Night: Música lleugera
- Frank Renton: Listen to the Band
- Clàudia Winkleman: The Weekender (programa d'arts)

#### Dissabtes
- Paul Gambaccini: America's Greatest Hits
- Brian Matthews: Sounds of the 60s (música dels anys 1960).
- Dale Winton: Pick of the Pops (nostàlgia)

#### Diumenges
- Aled Jones: Good Morning Sunday (Programa de tema cristià)
- Elaine Paige Música de les bandes sonores i les musicals.
- Alan Titchmarsh: Melodies for You
- Brian D'Arcy: Sunday Half Hour (himnes litúrgics)
- Russell Davies: Sunday Evening (des del 28 de gener)
- Clare Teal - Swing
- David Jacobs: The David Jacobs Collection (Música de les bandes sonores i les musicals

### Altres
- It's Been a Bad Week - Paròdia de les notícies amb els comediants Steve Punt i Hugh Dennis.
- The Day the Music Died - sèrie d'humor musical amb Jon Holmes i Andrew Collins.
- Book Sequence